# 幸町 (東京都府中市)
幸町（さいわいちょう）は、東京都府中市の地名。郵便番号は183-0054。

## 地理
府中市の中央に位置する。
東から時計回りに、府中市天神町、府中市府中町、府中市晴見町、府中市栄町、府中市新町、に隣接する。

## 世帯数と人口
2022年（令和4年）8月1日現在の世帯数と人口は以下の通りである。
| 町丁       | 世帯数    | 人口    |
| ---------- | --------- | ------- |
| 幸町一丁目 | 810世帯   | 1,523人 |
| 幸町二丁目 | 824世帯   | 1,747人 |
| 幸町三丁目 | 239世帯   | 642人   |
| 計         | 1,873世帯 | 3,894人 |

## 小・中学校の学区
市立小・中学校に通う場合、学区は以下の通りとなる。
| 丁目   | 番地           | 小学校                 | 中学校                 |
| ------ | -------------- | ---------------------- | ---------------------- |
| 一丁目 | 全域           | 府中市立府中第一小学校 | 府中市立府中第一中学校 |
| 二丁目 | 17，21～51     | 府中市立府中第一小学校 | 府中市立府中第一中学校 |
| 二丁目 | 17，21～51以外 | 府中市立府中第二小学校 | 府中市立府中第一中学校 |
| 三丁目 | 1，2           | 府中市立府中第一小学校 | 府中市立府中第一中学校 |
| 三丁目 | 1，2以外       | 府中市立新町小学校     | 府中市立府中第一中学校 |

## 交通

### 鉄道
| 隣接する街区の駅 |
| --- |
| 京王線 - 府中駅(KO 20) JR武蔵野線 - 北府中駅(JM 34) JR中央線 西武国分寺線(SK01) 西武多摩湖線(ST01) - 国分寺駅(JC 16) |

### バス
- 京王バス府中営業所

…が周辺の路線バスを運行している。

### 道路
- 東京都道133号小川山府中線

## 施設
- 東京農工大学府中キャンパス
- 府中市立府中第一中学校